# سي. راجاغوبالاتشاري
تشاكرافارتي راجاغوبالاتشاري (9 ديسمبر 1878 - 25 ديسمبر 1972)، المعروف باسم راجاجي أو سي أر، بالإضافة إلى لقب راجاجي موذاريغنار، (راجاجي، الباحث الفخري)، هو رجل دولة هندي وكاتب ومحامٍ وناشط من أجل الاستقلال. كان راجاغوبالاتشاري آخر حاكم عام للهند، حين أصبحت الهند جمهورية في عام 1950. وكان أيضًا أول حاكم عام هندي المولد، فقد كان جميع شاغلي هذا المنصب من الرعايا البريطانيين. مثلما شغل منصب زعيم المؤتمر الوطني الهندي، ورئيس وزراء رئاسة مدراس، وحاكم ولاية البنغال الغربية، ووزير الشؤون الداخلية في الاتحاد الهندي ورئيس وزراء ولاية مدراس. أسس راجاغوبالاتشاري حزب سواتانترا وكان من أوائل الحاصلين على أعلى جائزة مدنية في الهند، وهي بهارات راتنا. لقد عارض بشدة استخدام الأسلحة النووية وكان من دعاة السلام العالمي ونزع السلاح. خلال حياته، حصل أيضًا على لقب «مانغو سالم».
ولد راجاغوبالاتشاري في قرية ثورابالي في هسور تالوك في منطقة كريشناغيري في ولاية تاميل نادو، وتلقى تعليمه في الكلية المركزية، بنغالور، وكلية بريزيدنسي، مدراس. في القرن العشرين بدأ ممارسة المحاماة في محكمة سالم. وبعد دخوله السياسة، أصبح عضوًا في بلدية سالم ثم رئيسًا لها.
وكان أحد أوائل المساعدين السياسيين للمهاتما غاندي، وانضم إلى المؤتمر الوطني الهندي وشارك في التحريض ضد قانون رولات، وانضم إلى حركة عدم التعاون، واحتجاج فيكوم ساتياغراها، وحركة العصيان المدني. وفي عام 1930، خاطر راجاغوبالاتشاري بالسجن عندما قاد مسيرة فيدارانيام ردًا على مسيرة داندي. وفي عام 1937، انتخب راجاغوبالاتشاري رئيسًا للوزراء في رئاسة مدراس وخدم حتى عام 1940، واستقال بسبب إعلان بريطانيا الحرب على ألمانيا. دعا لاحقًا إلى التعاون حول المجهود الحربي البريطاني وعارض حركة غادروا الهند. فضل المحادثات مع كل من محمد علي جناح والرابطة الإسلامية واقترح ما أصبح يعرف لاحقًا باسم صيغة سي. أر. وفي عام 1946، عُين راجاغوبالاتشاري وزيرًا للصناعة والتموين والتعليم والمالية في الحكومة المؤقتة للهند، ثم حاكمًا للبنغال الغربية من عام 1947 حتى عام 1948، وحاكمًا عامًا للهند من عام 1948 حتى عام 1950، ووزيرًا للداخلية للاتحاد من عام 1951 حتى عام 1952، وشغل منصب رئيس وزراء ولاية مدراس من عام 1952 حتى عام 1954. وفي عام 1959، استقال من المؤتمر الوطني الهندي وأسس حزب سواتانترا، الذي حارب المؤتمر في انتخابات الأعوام 1962 و1967 و1971. كان لراجاغوبالاتشاري دور فعال في إنشاء جبهة موحدة مناهضة للكونغرس في ولاية مدراس تحت قيادة سي إن أنادوراي، والتي سيطرت على انتخابات عام 1967. توفي في 25 ديسمبر عام 1972 عن عمر يناهز 94 عامًا.
كان راجاغوبالاتشاري كاتبًا متمكنًا قدم مساهمات دائمة في الأدب الإنجليزي الهندي، وتُنسب إليه كتابة أغنية كوراي أوندرم إيلاي الملحنة على موسيقى الكارناتيكية. وكان رائدًا في حركات الاعتدال ودخول المعبد في الهند ودعا إلى رفع مستوى الداليت (المنبوذين). وقد تعرض لانتقادات لإدخاله الدراسة الإلزامية للغة الهندية ومخطط مدراس للتعليم الابتدائي في ولاية مدراس، والتي أطلق عليها نقادها سياسة التعليم الوراثي التي طرحت لإدامة التسلسل الهرمي الطبقي. وغالبًا ما ينسب النقاد تفوقه في السياسة إلى مكانته كشخص مفضل لكل من المهاتما غاندي وجواهر لال نهرو. وصف غاندي راجاغوبالاتشاري بأنه «حارس ضميري».

## النشأة
كان والد راجاغوبالاتشاري التشاكرافارتي فينكاتاريا ينغار في منصب منصف قرية ثورابالي وسينغاراما، وقد ولد راجاغوبالاتشاري في 10 ديسمبر عام 1878 في ثورابالي، دارمابوري تالوك، مقاطعة سالم، رئاسة مدراس، الراج البريطاني. وينتمي إلى عائلة هندوسية من التاميل البراهمة. وكان لوالديه طفلان غيره هما ناراسيمهاتشاري وسرينيفاسا.
كان راجاغوبالاشاري مصدر قلق دائم لوالديه، بسبب مرضه المتكرر، فقد كانا يخشيان ألا يعيش طويلًا. عندما كان طفلًا صغيرًا، جرى قبوله في مدرسة القرية في ثورابالي، ثم في سن الخامسة انتقل مع أسرته إلى هسور حيث التحق راجاغوبالاتشاري بمدرسة هسور أر فّي الحكومية الثانوية العليا للبنين. اجتاز امتحانات القبول عام 1891 وتخرج باختصاص الفنون من الكلية المركزية في بنغالور عام 1894. ودرس راجاغوبالاتشاري القانون في كلية بريزيدنسي في مدراس وتخرج منها عام 1897.
تزوج راجاغوبالاتشاري بألاميلو مانغالاما عام 1897 عندما كانت في العاشرة من عمرها وأنجبت ابنها بعد يوم من عيد ميلادها الثالث عشر. وكان للزوجين خمسة أطفال، بينهم ثلاثة صبية: سي آر ناراسيمهان وسي آر كريشناسوامي وسي آر راماسوامي، وابنتان: لاكشمي غاندي (لقبها قبل الزواج راجاغوبالاتشاري) وناماغيري أمال. توفيت زوجته في عام 1916 وتولى راجاغوبالاتشاري وحده مسؤولية رعاية أطفاله. انتخب ابنه شاكرافارثي راجاغوبالاتشاري ناراسيمهان لعضوية لوك سابها من كريشناغيري في انتخابات العامين 1952 و1957 وعمل كعضو في البرلمان عن كريشناغيري من عام 1952 حتى عام 1962. وكتب لاحقًا سيرة والده. تزوجت لاكشمي ابنة راجاغوبالاتشاري بديفداس غاندي، ابن المهاتما غاندي، ومن بين أحفاده كاتب السيرة راجموهان غاندي والفيلسوف رامشاندرا غاندي والحاكم السابق للبنغال الغربية غوبالكريشنا غاندي. وحفيده الأكبر، شاكرافارتي راجاغوبالاتشاري كيسافان، هو المتحدث الرسمي باسم حزب المؤتمر وعضو مجلس أمناء لجنة مؤتمر تاميل نادو.

## حركة الاستقلال الهندية
بدأ اهتمام راجاغوبالاتشاري بالشؤون العامة والسياسة عندما بدأ مهنته القانونية في سالم في عام 1900. وفي سن 28، انضم إلى المؤتمر الوطني الهندي وشارك كمندوب في جلسة كلكتا عام 1906. وألهمه ناشط الاستقلال الهندي بال جانجادهار تيلاك، وأصبح فيما بعد عضوًا في بلدية سالم في عام 1911. وفي عام 1917، انتخب رئيسًا للبلدية وخدم من عام 1917 حتى عام 1919، وخلال تلك الفترة كان مسؤولًا عن انتخاب أول عضو من طبقة المنبوذين في بلدية سالم. في عام 1917، دافع عن الناشط الهندي من أجل الاستقلال ب. فارادارجولو نايدو ضد تهم التحريض على الفتنة، وبعد ذلك بعامين شارك في الاحتجاجات ضد قانون رولات. وكان راجاغوبالاتشاري صديقًا مقربًا لفّي. أو. تشيدامبارام بيلاي مؤسس شركة الملاحة البخارية سواديشي، وحاز إعجاب ناشطي الاستقلال الهندي آني بيزنت وسي فيجاياراجافاشاريار.
بعد انضمام المهاتما غاندي إلى حركة الاستقلال الهندية في عام 1919، أصبح راجاغوبالاتشاري أحد أتباعه. وشارك في حركة عدم التعاون وتوقف عن ممارسة المحاماة. في عام 1921، انتخب لعضوية لجنة عمل المؤتمر وشغل منصب الأمين العام للحزب قبل أن يحقق أول تقدم كبير له كقائد خلال جلسة المؤتمر الوطني الهندي عام 1922 في غايا عندما عارض بشدة التعاون مع الإدارة الاستعمارية والمشاركة في الهيئات التشريعية البرلمانية التي أنشأها قانون حكومة الهند لعام 1919. أثناء وجود غاندي في السجن، قاد راجاغوبالاتشاري مجموعة «اللا تغييريين»، وهم أفراد ضد خوض انتخابات المجلس التشريعي الإمبراطوري والمجالس التشريعية الإقليمية الأخرى، وفي معارضة «المؤيدين للتغيير» الذين دافعوا عن دخول المجلس. عندما طرح الاقتراح للتصويت، فاز «اللا تغييريون» بأغلبية 1748 إلى 890 صوتًا ما أدى إلى استقالة قادة الكونغرس المهمين بما في ذلك بانديت موتيلال نهرو وسي آر داس، رئيس المؤتمر الوطني الهندي. وعندما انقسم المؤتمر الوطني الهندي عام 1923، كان راجاغوبالاتشاري عضوًا في لجنة التحقيق في العصيان المدني. وشارك في حركة فيكوم ساتياغراها ضد حظر المساس (النبذ) خلال العامين 1924-1925. وفي خطاب عام في 27 مايو 1924، طمأن طائفة الهندوس العليا القلقين في فايكوم، «لا يريد مهاتماجي إلغاء النظام الطبقي، لكنه يرى أن النبذ يجب أن يُلغى، لا يريد مهاتماجي تناول العشاء مع الثيا أو البولايا، ما يريده هو أن نستعد للاقتراب أو لمس البشر الآخرين كما نقترب من بقرة أو حصان».